# Голуб, Александр Владимирович
Алекса́ндр Влади́мирович Го́луб (укр. Олександр Володимирович Голуб; род. 19 июля 1967, Львов, УССР) — украинский политический деятель. Член Коммунистической партии Украины, с 1993 по 2014 год — член президиума ЦК КПУ, был первым секретарём Львовского обкома Компартии. Пять раз становился народным депутатом Украины от Коммунистической партии Украины (в 1998, 2002, 2006, 2007, 2012).

## Образование
Учился во Львовском государственном университете имени Ивана Франко, из которого перевёлся в Киевский национальный университет имени Тараса Шевченко (факультет журналистики, окончил в 1993 году). Позже получил юридическое образование в Национальной юридической академии имени Ярослава Мудрого. В Верховной Раде V созыва занимал пост заместителя главы парламентского Комитета по вопросам свободы слова и информации.

## Деятельность
В 1984—1985 годах работал техником-конструктором проектно-конструкторского бюро львовского объединения «Укркинотехника». Служил в Советской Армии. В 1988—1993 годах работал корреспондентом львовских газет «Львовская правда», «Милицейский курьер», «Вечерний Львов», «Благовест», обозревателем львовского информационного агентства «Кронос», московской газеты «Правда». С 1993 по 1998 год был корреспондентом коммунистического издания «Вільна Україна». С октября 2002 по 2014 — главный редактор газеты «Коммунист», печатного органа Компартии Украины.
Дважды баллотировался в мажоритарных округах:
- в 1994 — Шевченковский избирательный округ № 266, Львовская область (1-й тур: за — 7,74 %, 2-е место из 20 претендентов; 2-й тур: за — 13,19 %, 2-е место из 2 претендентов);
- в 1998 — в избирательном округе № 118, Львовская область (явка — 77,2 %, за — 6,8 %, 6-е место из 15 претендентов).

Александр Голуб — один из наиболее заметных представителей Коммунистической партии Украины, сторонник лидера Компартии Петра Симоненко. В ноябре 2006 года был единственным депутатом, проголосовавшим против внесённого президентом Виктором Ющенко законопроекта о признании голода 1932—1933 годов геноцидом украинского народа. Покинул фракцию КПУ 1 июля 2014 года.

## Награды
- Орден «За заслуги» III степени (2012)[2]